# Tetrablemma
Tetrablemma és un gènere d'aranyes araneomorfes de la família dels tetrablèmmids (Tetrablemmidae). Fou descrita per Octavius Pickard-Cambridge el 1873.
Les espècies d'aquest gènere es troben a Oceania, al sud d'Àsia, a l'Àfrica subsahariana i a les Antilles.

## Taxonomia
Segons el World Spider Catalog amb data de 15 de gener de 2019, Tetrablemma té les següents espècies descrites:
- Tetrablemma alaus Burger, Harvey & Stevens, 2010
- Tetrablemma alterum Roewer, 1963
- Tetrablemma benoiti (Brignoli, 1978)
- Tetrablemma brevidens Tong & Li, 2008
- Tetrablemma brignolii Lehtinen, 1981
- Tetrablemma deccanense (Tikader, 1976)
- Tetrablemma extorre Shear, 1978
- Tetrablemma helenense Benoit, 1977
- Tetrablemma kepense Lin, Li & Jäger, 2018
- Tetrablemma loebli Bourne, 1980
- Tetrablemma magister Burger, 2008
- Tetrablemma manggarai Lehtinen, 1981
- Tetrablemma marawula Lehtinen, 1981
- Tetrablemma mardionoi Lehtinen, 1981
- Tetrablemma medioculatum O. Pickard-Cambridge, 1873
- Tetrablemma menglaense Lin & Li, 2014
- Tetrablemma namkhan Lin, Li & Jäger, 2012
- Tetrablemma nandan Lin & Li, 2010
- Tetrablemma okei Butler, 1932
- Tetrablemma phulchoki Lehtinen, 1981
- Tetrablemma rhinoceros (Brignoli, 1974)
- Tetrablemma samoense Marples, 1964
- Tetrablemma sokense Lin, Li & Jäger, 2018
- Tetrablemma thamin Labarque & Grismado, 2009
- Tetrablemma viduum (Brignoli, 1974)
- Tetrablemma vietnamense Lehtinen, 1981
- Tetrablemma ziyaoense Lin & Li, 2014